# Belaja (affluente della Zeja)
La Belaja (in russo Белая?) è un fiume della Siberia Orientale, affluente di sinistra della Zeja (bacino idrografico dell'Amur). Scorre nell'Oblast' dell'Amur, in Russia.
Il fiume ha origine nella regione collinare della parte orientale del bassopiano della Zeja e della Bureja (Oktjabr'skij rajon). Nei tratti superiori è molto superficiale, stretto, e in alcuni punti scompare del tutto. In tutta la sua lunghezza è caratterizzato da sinuosità molto accentuate e fondale basso. Le coste sono paludose. Scorre in direzione occidentale e sfocia nella Zeja, a 76 km dalla sua foce, di fronte al villaggio di Novopetrovka. La sua lunghezza è di 170 km; il bacino del fiume è di 2 800 km².
Il fiume scorre in un'area relativamente densamente popolata della regione dell'Amur, nella sua valle ci sono molti villaggi dei distretti di Oktjabr'skij, Romnenskij, Belogorskij e Ivanovskij. I villaggi più grandi sono Srednebeloe e Pozdeevka.